# SERF1B
SERF1B (англ. Small EDRK-rich factor 1A) – білок, який кодується однойменним геном, розташованим у людей на 5-й хромосомі. Довжина поліпептидного ланцюга білка становить 110 амінокислот, а молекулярна маса — 12 349.
| 10         |  | 20         |  | 30         |  | 40         |  | 50         |
| ---------- |  | ---------- |  | ---------- |  | ---------- |  | ---------- |
| MARGNQRELA |  | RQKNMKKTQE |  | ISKGKRKEDS |  | LTASQRKQSS |  | GGQKSESKMS |
| AGPHLPLKAP |  | RENPCFPLPA |  | AGGSRYYLAY |  | GSITPISAFV |  | FVVFFSVFFP |
| SFYEDFCCWI |  |            |  |            |  |            |  |            |

A: Аланін

C: Цистеїн

D: Аспарагінова кислота

E: Глутамінова кислота

F: Фенілаланін

G: Гліцин

H: Гістидин

I: Ізолейцин

K: Лізин

L: Лейцин

M: Метіонін

N: Аспарагін

P: Пролін

Q: Глутамін

R: Аргінін

S: Серин

T: Треонін

V: Валін

W: Триптофан

Задіяний у такому біологічному процесі, як альтернативний сплайсинг. 